# Armando Buratti
Armando Buratti (Roma, 4 agosto 1924 – Roma, 8 febbraio 2018) è stato un pittore italiano.

## Biografia
Armando Buratti è stato un artista che ha fatto parte del cosiddetto Gruppo di Portonaccio, un gruppo di giovani artisti dell'omonimo quartiere romano nato alla fine della Seconda guerra mondiale. Buratti tiene una propria mostra a Roma per la prima volta nel 1946 presso lo Studio La Finestra.
Seguono esposizioni a Roma e in altre città, tra le quali Milano, Cavalese e Saarbrücken.
Ha partecipato a varie edizioni del Premio Michetti, alla XXVIII Biennale di Venezia (esponendo cinque opere), alla VII e alla VIII Quadriennale di Roma.
Ha ottenuto premi a Francavilla nel 1957, a Firenze nel 1958, a Marsala nel 1962, a Roma nel 1965 dove ha conseguito il premio “Presidenza della Repubblica”; altri sono a Loro Ciuffenna nel 1972, alla “Biennale d'Arte Sacra" di Pittura e Scultura a Sora
nel 1973 e a Baia Domizia nello stesso anno.
Sue opere si trovano presso la Galleria nazionale d'arte moderna e contemporanea di Roma e i Musei capitolini della città stessa.
È morto a Roma l'8 febbraio 2018.